# Paul Lensch
Paul Lensch, född 31 mars 1873 i Potsdam, död 18 november 1926 i Berlin, var en tysk nationalekonom, politiker och skriftställare.
Lensch blev 1900 filosofie doktor i statsvetenskap i Strassburg, var därefter socialdemokratisk tidningsman (bland annat 1908-1913 huvudredaktör för den på partiets vänstra flygel stående Leipziger Volkszeitung) och 1912-18 ledamot av tyska riksdagen. Han blev 1919 honorärprofessor i nationalekonomi vid Berlins universitet. I en rad skrifter 1915-1920 kritiserade han skarpt den tyska socialdemokratins senare utveckling. Då han 1922 blev huvudredaktör för den Hugo Stinnes närstående "Deutsche Allgemeine Zeitung", uteslöts han ur det socialdemokratiska partiet.